# Cristina Rodríguez Cabral
Cristina Rodríguez Cabral (sinh ngày 26 tháng 5 năm 1959) là một nhà thơ nữ, nhà nghiên cứu người Uruguay và nhà hoạt động người Uruguay gốc Phi.

## Tiểu sử
Rodríguez có bằng xã hội học và điều dưỡng, một nghề mà cô đã thực hành một thời gian ở Uruguay. Cô tiếp tục học tại Đại học Missouri, nơi cô lấy bằng Tiến sĩ. Cô hiện đang cư trú tại Hoa Kỳ, nơi cô làm việc như một nhà nghiên cứu và giáo sư đại học.
Rodríguez quan tâm đến văn học năm 11 tuổi. Các ấn phẩm đầu tiên của cô được xuất bản bởi tổ chức Mundo Afro, nơi đã vận động cho quyền bình đẳng của cộng đồng người châu Phi ở Uruguay. Năm 1986, tác phẩm Bahía của cô , mágica Bahía đã giành giải thưởng Casa de las Américas. Hiện tại, Rodríguez Cabral là một tài liệu tham khảo quốc tế trong văn học Afro-Uruguay và là một trong số ít các nhà văn hậu duệ còn sống mà các nghiên cứu học thuật đã được dành riêng.
Nói chung, các tác phẩm của Rodríguez liên quan đến lề và áp bức trên cơ sở chủng tộc và giới tính. Trong các tác phẩm của cô, "cần phải nhớ và khẳng định lại các giá trị được thừa hưởng của cả gia đình và châu Phi của chúng tôi". Các tác phẩm ban đầu của cô tập trung vào cảm xúc và những trải nghiệm thân mật từ góc nhìn của một phụ nữ Mỹ gốc Tây Ban Nha da đen. Trong các tác phẩm sau năm 1995, cô giới thiệu các chủ đề liên quan đến dân quân xã hội, phân biệt chủng tộc và bản sắc văn hóa.